# Mikaela Loach
Mikaela Grace Loach (Kingston, 16 februari 1998) is een Brits-Jamaicaans klimaatrechtvaardigheidsactivist en student geneeskunde. In 2021 daagde ze samen met Kairin van Sweeden en Jeremy Cox de Britse regering voor de rechter omdat zij belastinggeld aan olie- en gasbedrijven geeft, wat volgens hen in strijd is met de doelstelling om klimaatneutraal te worden.

## Biografie
Loach is geboren in de Jamaicaanse hoofdstad Kingston, maar groeide op in het Britse Surrey. Ze verhuisde naar Edinburgh in Schotland om geneeskunde te studeren aan de Universiteit van Edinburgh. Hier sloot ze zich aan bij Extinction Rebellion, een beweging die strijd tegen de klimaatverandering.
Op 12 mei 2021 kondigde Loach aan dat ze de Britse regering voor de rechtbank zou brengen. In juli 2021 kreeg Loach van het Britse Hooggerechtshof toestemming om deze rechtszaak aan te spannen. De reden voor deze rechtszaak waren de belastingvoordelen die olie- en gasbedrijven in de Noordzee genieten. De bedrijven ontvangen deze officieel voor de ontmanteling van hun infrastructuur, maar dit is volgens Paid to Pollute, de organisatie achter Loach, Van Sweeden en Cox, in strijd zijn met de beloftes van de regering om de koolstofemissies terug te dringen en tegen 2050 klimaatneutraal te zijn. Specifiek klaagt ze de Oil and Gas Authority, die toezicht houdt op de industrie in de Noordzee, en Kwasi Kwarteng, de staatssecretaris voor Economie, Energie en Industriestrategie, aan. De zaak werd onder andere gesteund door Greenpeace, Fridays for Future en klimaatactivist Greta Thunberg. Op 18 januari 2022 werd de zaak echter verworpen door rechter Sara Cockerill.
Ze heeft samen met Jo Becker sinds februari 2020 een podcast genaamd The YIKES Podcast, waarin er onder andere wordt gepraat over het klimaat en racisme. In 2023 verschijnt haar boek It’s Not That Radical! bij uitgeverij Dorling Kindersley, na een veiling tussen vijf uitgeverijen. Loach gebruikt haar Instagramaccount met meer dan 150.000 volgers als spreekbuis.

### Erkenning
In 2020 werd Loach genomineerd voor een Global Citizen Prize, de UK’s Hero Award, naast de uiteindelijke winnaar Fatima Ibrahim en ornitholoog Mya-Rose Craig. Dat jaar verscheen ze ook in Forbes' lijst met de 100 meest toonaangevende Britse klimaatactivistes. Nog in 2020 werd ze opgenomen in de Woman's Hour Power List van de BBC. De Britse krant The Sunday Times noemde Loach in 2021 "het toonbeeld van een nieuwe generatie klimaatrechtvaardigheidsactivisten".